# Dendronephthya pallida
Dendronephthya pallida is een zachte koraalsoort uit de familie Nephtheidae. De koraalsoort komt uit het geslacht Dendronephthya. Dendronephthya pallida werd in 1909 voor het eerst wetenschappelijk beschreven door Henderson. 